# 柴经
柴经（1477年—？），字季常，号松洲，浙江宁波府鄞县人，明朝政治人物。

## 生平
明正德五年庚午科浙江乡试第三名举人，正德十二年（1517年），登丁丑科會試一百七十四名，廷试二甲七十四名进士，刑部观政，初授刑部主事，十四年因諫武宗南巡，被施廷杖。嘉靖元年，特进刑部员外郎。次年迁任云南按察佥事。丁忧归，服阕，起复補湖广佥事，嘉靖九年转任贵州参议，十年升江西副使，十三年升广东按察使，嘉靖十五年（1536年）三月升广东右布政使。嘉靖十八年（1539年），迁任广东左布政使，十九年丁忧守制。起复补四川左布政使，嘉靖二十年（1541年）九月，进南京都察院右副都御史、提督操江兼管巡江。嘉靖二十二年（1543年）二月，被弹劾落职，回到家乡，终老于家。葬于鄞县西山深溪村后山。

## 遗物
柴经为官刚正清廉，去世后，嘉靖帝特敕令建墓并立两碑。今墓仅存石牌坊残构、石马一只。两御碑尚存，文字清晰。一碑高近二米，宽近一米。文字：
| - 奉天承运皇帝 - 敕曰：国家隆，使臣之礼录。教子之功，既量任以用其才，必推恩以显其父，制通今古，式重彝伦，尔柴忠乃刑部四川清吏司主事经之父，安恬自守悃愊，无华墩良德于家庭，著芳称于乡党，致有贤子跻时，显庸明刑之业，有闻推锡之恩，宜被兹特封为承德郎，刑部清吏司主事，显服国恩，永绥祿养。 - 敕曰：子之于母，恩极其深，君之于臣，礼从乎厚，涣颁异渥，实体恒情。尔陈氏乃刑部清吏司主事柴经之母，善人之配，懿行夙全。笃成令子之才，茂箸郎官之绩，可无殊典以示褒崇，兹特封为安人，涣号是承，康宁锡。 - 敕曰：六部之司官僚，极备五刑之用，义例尤繁，民命所悬，国脉攸系，顾惟任用，必慎选抡。尔刑部四川清吏司主事柴经，诗书旧业，甲第英流，擢属秋曹职独专乎。邦宪尽心法律，才式垂于时评，践历滋深，操持益茂，适当奏最，宜锡宠名。兹特进尔阶承德郎锡之敕命，于戏刑法弼教之权，用非得已公勤守官之要，名贵保终，尚慎乃庸，嗣膺予宠钦哉。 - 敕曰：臣劳于国，爵赏之所必加。妻相于家，褒封之所宜速，兹虽旧典，实出殊恩。刑部四川清吏司主事柴经妻李氏，礼配英儒，敬持内则，夫登显列，尔宜并荣，兹特封为安人，尚敦儆戒之规，益迓嘉祥之贲敕命。 - 嘉靖元年五月十六日 |

另一碑现存碑高1.75米，宽0.97米，厚0.20米。文字：
| - 敕南京都察院右副都御史柴经 - 朕惟南京系国家根本重地，江淮乃东南财赋所出，而通泰盐利，尤为奸民所趋。盐徒兴贩不时出没，劫掠为患。今特命尔不妨院事，兼操江官军，整理战船器械，振扬威武，及严督巡江御史，并巡捕官军舍余火甲人等，时常往来巡视，上至九江，下至镇江，直抵苏松等处地方。遇有盐徒出没、盗贼劫掠，公同专管操江武职大臣计议，调兵擒捕。若盐多兵少，就于所在军卫有司量调，军夫协助。其九江地方，系南京上流，尤为要害，必须每岁巡历二次，提督修理城池，整搠军马，操点民兵，查理驿递等项各法专备，备倭等官悉听节制。若有误事人员，应拿问者便拿问，应奏请者具奏处治，事有应与内外守备、参赞官计议者，仍会议定当而行。 - 尔为宪臣，受兹委任尤宜公勤详慎，处事有方，切戒下人毋执平人以塞责，毋纵真盗以图利，毋因追袭扰害居民。务俾法令严明，军威振作。长江上下，盗贼屏迹，公私船只，往来无虞。斯为尔能。如或怠忽误事，责有所归，尔其勉之慎之，故敕。 - 嘉靖二十年九月二十五日 |

## 家族
曾祖柴壅。祖父柴傑，知县。父柴忠。母陳氏。具庆下。弟綬、紀、纯、綵、纓、繡。
子柴應賓，由舉人知宁国县，以清廉著，升知福宁州。